# Hero (canción de Mariah Carey)
«Hero» es una canción interpretada por la cantante estadounidense Mariah Carey, incluida en su tercer álbum de estudio, Music Box (1993). Escrita y producida por Carey y Walter Afanasieff, el tema fue publicado por la compañía discográfica Columbia Records el 18 de octubre de 1993 como segundo sencillo del álbum. Su protagonista declara que, a pesar de que uno se sienta desanimado o deprimido, en realidad todos somos "héroes" en nuestro interior si somos conscientes de nuestra fuerza. En su momento, esto nos ayudará a "encontrar el camino". Fue el segundo sencillo y se convirtió en un éxito comercial en todo el mundo. Se considera una de las canciones por las que más se conoce a Carey y normalmente la interpreta cuando realiza actuaciones benéficas, además de cantarla en todos sus conciertos. La canción fue nominada a los Premios Grammy de 1995 a la Mejor Interpretación Vocal Pop Femenina, aunque lo perdió ante Sheryl Crow y su canción "All I Wanna Do".

## Composición y grabación
En un principio, Mariah Carey no iba a grabar "Hero". Los productores de la película Héroe por accidente pidieron a la cantante y a Afanasieff que escribiesen una canción para la banda sonora y que grabaría Gloria Estefan. Durante la grabación de "Hero", el ejecutivo de Sony/Columbia, Tommy Mottola, (quien se casó con Carey en aquellos meses) escuchó la canción y animó a Carey a quedársela. Al principio, Carey se mostró reticente, ya que había escrito la letra de la canción para otra persona y pensaba que era, según sus palabras, "empalagosa".

## Adaptaciones
El cuarteto musical Il Divo compuesto por cuatro cantantes masculinos: el suizo Urs Bühler, el español Carlos Marín,  el estadounidense David Miller y el francés Sébastien Izambard, versionaron a cuatro voces melódicas el tema, incluido en su álbum Ancora de 2005.

## Problemas de derechos de autor
«Hero» fue objeto de uno de los casos de plagio más infames de todos los tiempos. Christopher Selletti, un antiguo chófer de Sly Stone, dijo que la letra estaba basada en un poema que enseñó a Stone en 1991 (y que creía que Stone le había enseñado a Carey). Carey se defendió con los escritos de su cuaderno personal de letras, pero las letras las escribió seis semanas después del estreno de la película Héroe por accidente. Finalmente, se desestimó el caso y Selletti tuvo que pagar una multa a Carey. Años después, Selleti abrió una segunda demanda, también desestimada, aunque afirmó que lo intentaría una tercera vez.

## Recepción
«Hero» se convirtió en el octavo sencillo número uno de Mariah Carey en la lista estadounidense Billboard Hot 100. Alcanzó la primera posición en su décima semana en la lista y permaneció cuatro semanas en lo más alto, desde el 25 de diciembre de 1993 hasta el 15 de enero de 1994. Sustituyó a la canción "Again", de Janet Jackson, y fue reemplazada por la canción de Bryan Adams, Rod Stewart y Sting "All for Love". Se mantuvo entre las cuarenta primeras posiciones durante 25 semanas, catorce de ellas en el top 10. Fue una canción muy radiada y la asociación RIAA la certificó disco de platino. Fue uno de los mayores éxitos del año, vendiendo 3 000 000 de copias en todo el mundo.
Fuera de Estados Unidos, «Hero» entró entre las diez mejores posiciones en Reino Unido (llegando más alto que "Dreamlover", su anterior sencillo de Music Box), Francia y Australia. Se convirtió en el primer sencillo número uno en Brasil desde su primer sencillo, "Vision of Love" (1990), siendo un éxito en la radio. Tuvo una mejor acogida que "Dreamlover" en la Europa continental, llegando al top 10 en la mayoría de los mercados, aunque el éxito fue moderado en Canadá, comparado con los anteriores sencillos de Carey.
«Hero» es una de las canciones que Mariah Carey interpreta en la mayoría de sus conciertos, junto con "Vision of Love".

## Vídeo y versiones
El vídeo fue dirigido por Larry Jordan y se compone de escenas del concierto de Mariah Carey en el Proctor Theatre en 1993, actuación que se convirtió en especial televisivo y que posteriormente se comercializó en vídeo/DVD con el nombre Here Is Mariah Carey (1994). Se publicó oficialmente como sencillo la versión en directo de la canción. Carey también grabó una versión en español, Héroe, a partir de la traducción de Jorge Luis Piloto. Esta versión se incluyó como cara B en varios sencillos publicados fuera de Estados Unidos entre 1994 y 1997. Algunas partes de "Hero" se incorporaron en el sencillo benéfico "Never Too Far/Hero Medley" (2001).
Una de las actuaciones más conocidas de Carey de la canción fue en el concierto Live 8 de Londres en 2005, donde cantó la canción acompañada del coro de niños African Children's Choir. A finales de ese año, el grupo de ópera Il Divo publicó una versión de Hero en su álbum Ancora.

## Lista de pistas
EE. UU., CD sencillo (sencillo casete/sencillo 7")
1. «Hero» (Álbum Versión)
2. «Everything Fades Away» (Álbum Versión)

EE. UU., CD maxisencillo
1. «Hero» (Álbum Versión)
2. «Hero» (Live)
3. «Everything Fades Away» (Álbum Versión)
4. «Dreamlover» (Club Joint Mix)

Reino Unido, sencillo casete
1. «Hero» (Álbum Versión)
2. «Hero» (Live)
3. «Everything Fades Away» (Álbum Versión)
4. «Dreamlover» (Club Joint Mix)

## Posicionamiento
| Lista (1993)                                                | Posición      |
| ----------------------------------------------------------- | ------------- |
| Estados Unidos (Billboard Hot 100)                          | 1 (4 semanas) |
| Estados Unidos (Billboard Hot R&B/Hip-Hop Singles & Tracks) | 5             |
| Estados Unidos (Billboard Top 40 Mainstream)                | 1             |
| Estados Unidos (Billboard Rhythmic Top 40)                  | 2             |
| Estados Unidos (Billboard Adult Contemporary)               | 2             |
| Estados Unidos (ARC Weekly Top 40)                          | 1             |
| Australia, ARIA                                             | 7             |
| Brasil                                                      | 1             |
| Canadá                                                      | 10            |
| Francia                                                     | 5             |
| Alemania                                                    | 58            |
| Israel                                                      | 7             |
| Noruega                                                     | 2             |
| Filipinas                                                   | 1             |
| Reino Unido                                                 | 7             |